# Dicerospermum parviflorum
Dicerospermum es un género monotípico de plantas fanerógamas pertenecientes a la familia Melastomataceae. 
Su única especie es: Dicerospermum parviflorum (Mansf.) Bakh.f.. 

## Taxonomía
Dicerospermum parviflorum fue descrita por Reinier Cornelis Bakhuizen van den Brink y publicado en Med. Bot. Mus. Herb. Rijks. Univ. Utrecht 91: 280, en el año 1943.